# Imenje, Šentjernej
Imenje este o localitate din comuna Šentjernej, Slovenia, cu o populație de 18 locuitori.